# Pórovina
Pórovina, též nazývaná bělnina (německy steingut, anglicky earthenware), je druhem jemné keramiky s více než 5% nasákavostí, s bílým, průlinčitým [= porézním] střepem, pokrytým průsvitnou glazurou. Složením směsi je pórovina blízká porcelánu, ale liší se od něj menším množstvím taviv a nižší vypalovací teplotou, což způsobí, že slinovací proces neproběhne až do úplného uzavření pórů.

## Charakteristika a využití
Podle hutnosti a složení střepu a teploty výpalu se pórovina dělí na tři typy.
- měkká – vápenatá
- střední – smíšená
- tvrdá – živcová (složením a hutností se nejvíce blíží kamenině a porcelánu)

|                | vápenatá    | smíšená      | živcová      |
| -------------- | ----------- | ------------ | ------------ |
| Kaolinit       | 40–55 %     | 45–50 %      | 40–55 %      |
| Křemen         | 40 %        | 42–48 %      | 42–55 %      |
| Živec          |             | 1–3 %        | 3–5 %        |
| Vápenec        | 5–20 %      | 5–7,5 %      |              |
| Teplota výpalu | 960–1200 °C | 1120–1200 °C | 1230–1300 °C |

Oproti porcelánu je výrobní proces méně náročný a levnější, nehrozí při něm deformace výrobků. Nízká teplota výpalu brání vzniku žlutavých krystalů fayalitu. Pro pórovinu je charakteristické žárové zpracování. První, tzv. biskvitový výpal se provádí na vyšší teplotu, druhý (glazovací) výpal probíhá o teplotách o 50–100 °C nižších. Materiál se technologicky připravuje zatáčením do porcelánových forem, litím nebo lisováním. Dekoruje se pod glazurou i na glazuře nejčastěji borito-olovnatými glazurami. Pórovina má oproti porcelánu nižší mechanickou pevnost (≤ 30 MPa v ohybu), proto se výrobky vyrábějí v silnějším průřezu, i tak se snadněji lámou.
Pórovina byla díky levnější výrobě oblíbeným materiálem při výrobě dekorační a užitkové keramiky pro domácnosti i veřejné prostory (nádobí, obkladačky), užívala se také pro výrobu specifických typů zdravotnické keramiky, např. bakteriologických filtrů. Vysoce porézní keramika tvoří diafragmu v přístrojích na měření pH.

## Kulturní historie póroviny
Objev póroviny a jejího využití při keramické výrobě se odvíjí zejména od charakteristiky materiálu. Pórovité hmoty sloužící k výrobě nádob byly známy již v neolotickém období. Uplatnění našly také v hrnčířské výrobě starověkého Egypta, Mezopotámie a Řecka. K technologickému pokroku došlo v 15. století ve Španělsku a v Itálii, zejména v tradičních centrech keramické výroby – ve Faenze, Derutě, Gubbiu a Urbinu. V 16. století měl na vývoj tzv. rustikální keramiky s užitím pórovitých materiálů vliv francouzský keramik Bernard Palissy.
K technologickému zdokonalení materiálu a výroby došlo v Anglii v 18. století. John Astbury, hrnčíř působící v hrabství Staffordshire, roku 1720 objevil, že přidáním nahřátého rozemletého pazourku do červeného jílu vzniká hutnější a bělavější keramická hmota. Podobné technologické inovace jsou připisovány i anglickému hrnčíři Thomasi Whieldonovi. Whieldon se v roce 1754 obchodně spojil s Josiahem Wedgewoodem, pro jehož keramickou manufakturu Wedgwood se výrobky z glazované póroviny staly úspěšným obchodním artiklem.

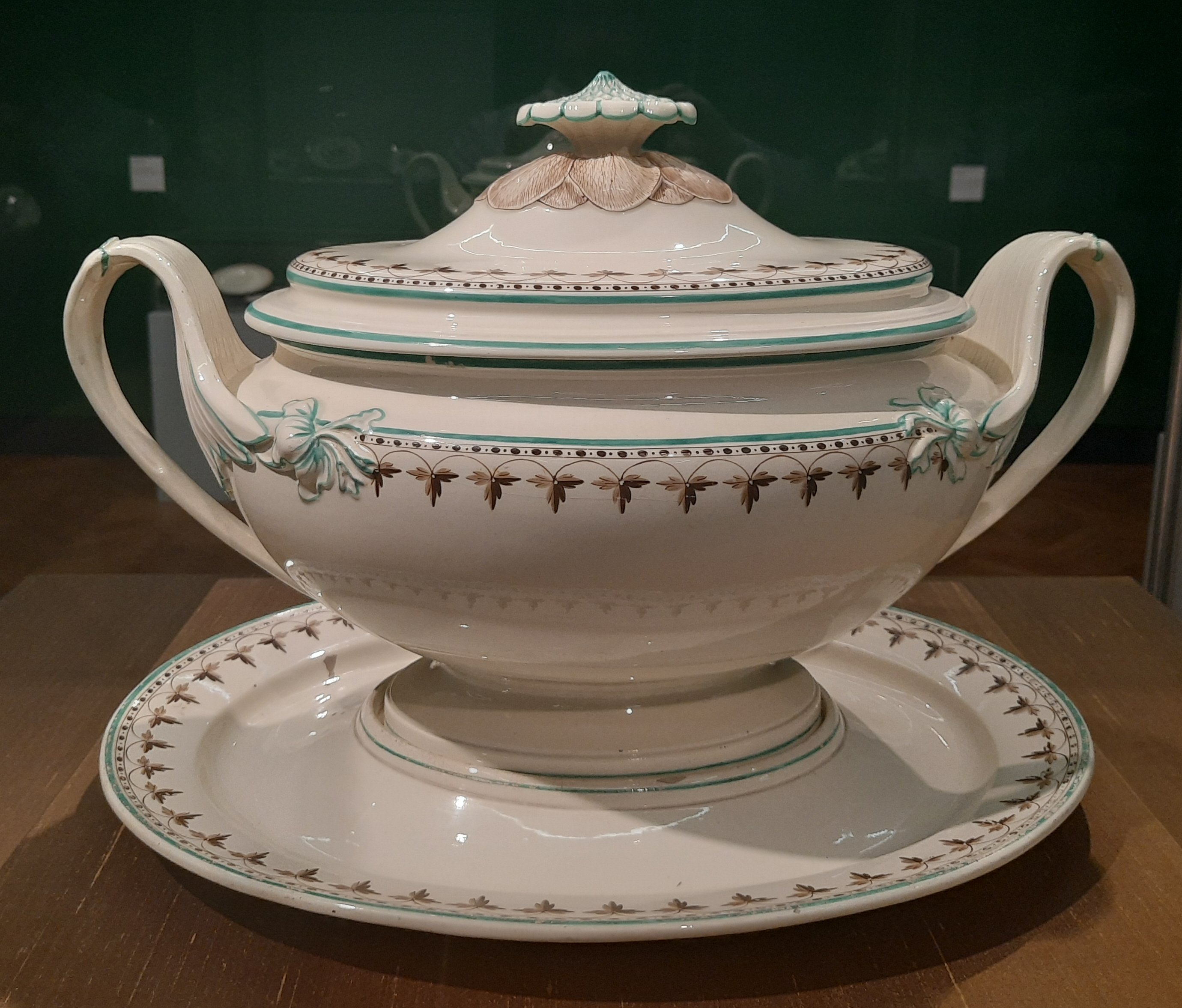
Terina (Wedgwood, Anglie, kolem roku 1770)

### České země
K rozmachu keramické výroby s využitím póroviny došlo v českých zemích již ke konci 18. století. Hrabě František Josef z Vrtby v roce 1796 založil továrnu na pórovinu, porcelán a wedgwoodovo zboží v Týnci nad Sázavou. Výrobky si kvalitou vydobyly císařsko-královských výsad a ve značení užívaly říšské orlice. Na výrobcích z póroviny byl založen i úspěch nově zakládaných manufaktur na Karlovarsku – v Dalovicích od roku 1804, ve Staré Roli od roku 1813. V polovině 19. století pórovinu postupně vytlačila porcelánová výroba. Technická a sanitární keramika z póroviny byla vyráběna s úspěchem i na začátku 20. století v Rakovníku, v Horní Bříze, velkou produkci zdravotnické keramiky vykazovaly závody ve Znojmě a Ditmar Urbach v Teplicích-Šanově.
Pórovina si v průběhu 19. a 20. století držela tradici v lidové dekorační keramice vyráběné menšími družstvy či keramickými školami v Bechyni a ve Znojmě. S materiálem nápaditě pracovali návrháři ze sdružení Artěl, např. Minka Podhajská, Pavel Janák, Rudolf Stockar, Vlastislav Hofman, Helena Johnová. Řada z nich tvořila na zakázku pro firmu Graniton, Rydl & Thon ze Svijan-Podolí a pro továrny Jaroslav Vondráček a spol. z Kostelce nad Černými lesy. Artěl poté zastřešoval prodej výrobků. Materiál se u keramiků těšil oblibě i po 2. světové válce. S pórovinu pracovala řada dalších československých keramiků, např. Otto Eckert, Julie Horová-Kováčiková, Alena Kroupová, Marta Taberyová, Jiří Kemr, Pravoslav Rada a Jindřiška Radová. Ceněné jsou nápojové a jídelní soupravy Milana Chlíbce či expresivně tvarované vázy Slavoje Banseta pro Spojker n. p.

## Galerie
- Servis (Minka Podhajská, Artěl, pórovina, před rokem 1911)
- Servis (Vlastislav Hofman, Artěl, pórovina, 1911)
- Dóza (Pavel Janák, Artěl, pórovina, kolem 1920)
- Váza s loveckými motivy (Hubert Kovařík, pórovina, 20. až 30. léta 20. st.)